# Istrische Beißschrecke
Die Istrische Beißschrecke (Bicolorana kraussi) ist eine Langfühlerschrecke aus der Unterfamilie der Tettigoniinae innerhalb der Überfamilie der Laubheuschrecken.

## Merkmale
Die Istrische Beißschrecke ist der Zweifarbigen Beißschrecke ausgesprochen ähnlich und erreicht etwa dieselbe Körperlänge. Der Hinterleib ist spitz zulaufend, der Kopf ist relativ groß. Die Unterschenkel aller Beinpaare tragen winzige Stacheln, wobei die der vorderen Beinpaare länger sind und weiter auseinander liegen. Die Flügel reichen bis zur Hinterleibsmitte, die Fühler sind etwa körperlang. Die Färbung variiert stark von hellgrün über olivgrün, zweifarbig grün und braun bis gelbbraun. Bei der zweifarbigen Variation sind die Oberseite des Halsschilds, die Flügel, der Rücken und die Unter- und teilweise auch die Oberschenkel  braun gefärbt. Über dem Auge ist oft oder immer ein mehr oder weniger verschwommener dunkler bzw. schwarzer Fleck ausgebildet, der von einem hellen Strich nach schräg hinten unterbrochen ist. Zwischen der Oberseite des Halsschilds und den Halsschildseiten befindet sich ein heller weißlicher oder dunkler Strich. Auf den Hinterschenkeln liegt je ein breites schwarzes Längsband. Die Flügel können leicht dunkel gefleckt sein, was diese Schrecke von anderen Arten der Gattung Metrioptera unterscheidet. Die Facettenaugen sind braun mit dunklem Punkt in der Mitte, die Fühler sind dunkelbraun. Das Männchen weist am Ende der 10. (der letzten) Rückenplatte spitze Fortsätze auf, die etwa halb so lang werden wie die Platte selbst. Bei der Zweifarbigen Beißschrecke dagegen erreichen die Fortsätze nur ein Drittel des Segments. Die Subgenitalplatte des Weibchens trägt eine mittlere Längsfurche, die bei der anderen Art fehlt.

## Lebensweise und Verbreitung
Die Istrische Beißschrecke bewohnt überwiegend langgrasige Wiesen oder andere offene Landschaften mit viel Bewuchs in Istrien auf der Balkanhalbinsel und ist meist auf höheren krautigen Pflanzen zu finden. Das Verbreitungsgebiet der Art ist sehr klein. Sie wurde bisher nur im Grenzgebiet von Kroatien und Slowenien und im nordöstlichen Italien nachgewiesen, in Deutschland kommt sie nicht vor. Imagines erscheinen von Juli bis September.

## Systematik
Die Art wurde 1900 von Franjo Dobijaš (unter dem Pseudonym A. Padewieth) unter Platycleis Kraussi und 1931 von Willy Adolf Theodor Ramme unter dem wissenschaftlichen Namen Metrioptera kuntzeni beschrieben. Später wurde sie zusammen mit der Zweifarbigen Beißschrecke in die Untergattung Bicolorana gestellt, die seit 2011 als eigene Gattung angesehen wird. Die Taxonomie war bis zur endgültigen Klärung 2015 verwickelt, so hielten Kurt Harz folgend die meisten Autoren beide (als Metrioptera (Bicolorana) kuntzeni und Platycleis (Modestana) kraussi) lange Zeit für getrennte Arten.